# Фа, Нандор
Нандор Фа (венг. Fa Nándor, родился 9 июля 1953) — венгерский яхтсмен, трёхкратный участник престижной французской регаты Vendée Globe и первый в её истории иностранный яхтсмен, дошедший до финиша.

## Биография

### Ранние годы
Родился в 1953 году в Секешфехерваре. Следуя примерам своих старших братьев, поначалу занимался борьбой (в 1964—1970 годах), но ушёл из мира борьбы в результате травмы колена и занялся греблей на каяках. В 1970 году стал выступать за команду «Кёфем» (Köfém SC). В 1979—1984 годах — член сборной Венгрии в классе «Финн», в 1989 году дебютировал в классе O-Jolle, в 1993 году — в классе Лазер.
В 1983—1985 годах вместе с Йожефом Галом (венг. Gál József он построил яхту «Сент-Юпат» (венг. Szent Jupát), приобретя корпус в доках в Балатонфюреде, на которой оба в 1985—1987 годах совершили кругосветное плавание. В 1987 году, проходя мыс Горн, он узнал о четырёхэтапной кругосветной регате B.O.C Challenge и загорелся желанием поучаствовать в ней. После успешного возвращения он дал множество интервью о своём путешествии и написал книгу «700 дней на „Сент-Юпат“» (венг. A Szent Jupát 700 napja), вышедшую в 1988 году. Весной 1987 года также встретился с дизайнером яхт Беном Лексеном (англ. Ben Lexcen), в 1988—1989 годах разработал первую венгерскую яхту 60-футового класса под названием Alba Regia (латинское название города Секешфехервар — «Престольный белый город»).

### BOC Challenge и дебют в Vendée Globe 1992—1993

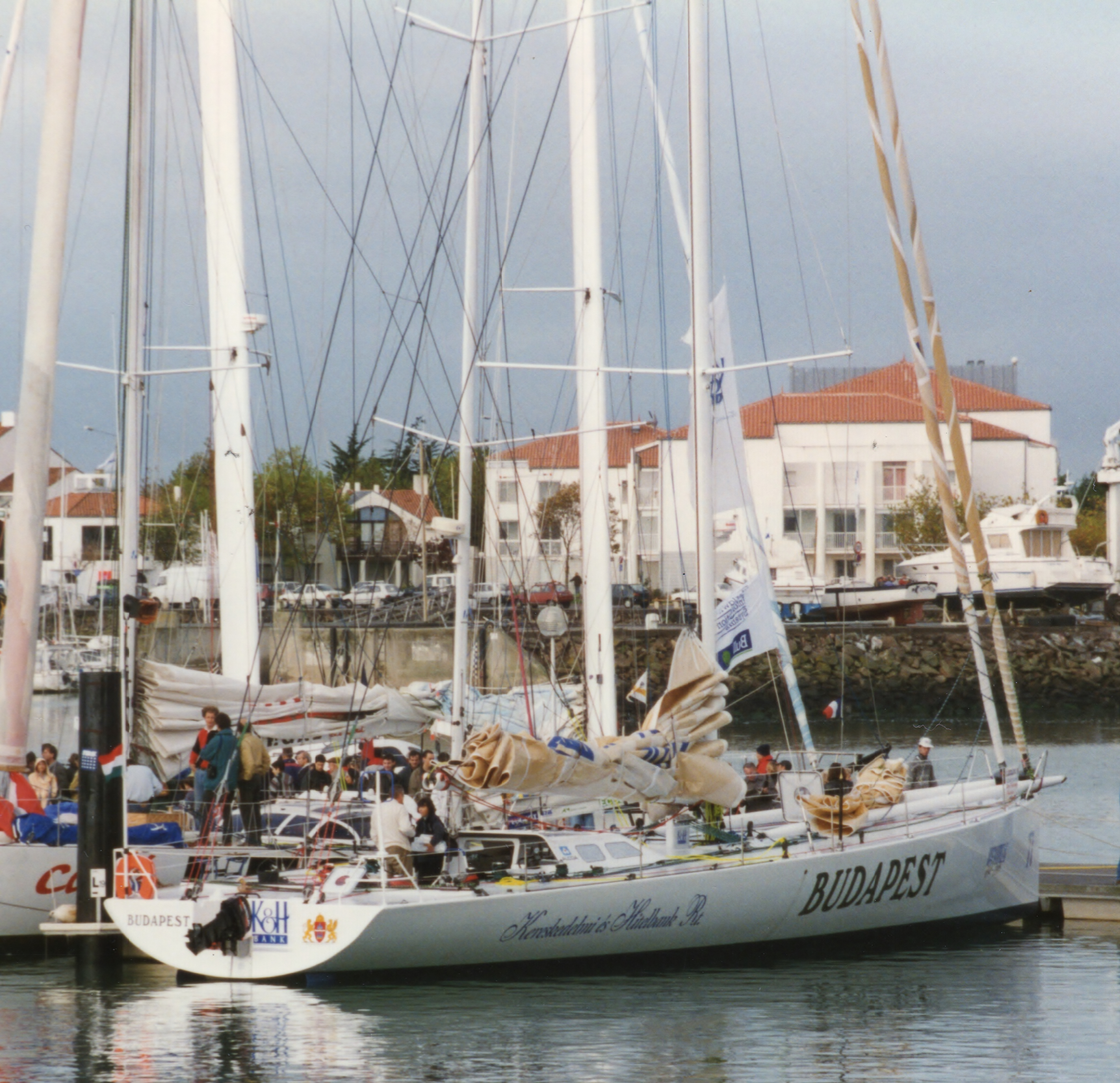
Яхта Budapest, на которой Нандор Фа выступал в Vendée Globe в сезоне Vendée Globe 1996/1997

В 1990—1991 годах Фа выступил в регате 1990—1991 BOC Challenge, стартовав в Кейптауне, однако из-за поломки судовых рулей вынужден был двигаться, полагаясь только на паруса, и прошёл 2000 км, прежде чем прибыть в Порт-Элизабет. После ремонта он сумел продолжить гонку и пришёл 11-м к финишу в Ньюпорте. Выступлению венгра канал Eurosport посвятил 20-минутный документальный фильм, снятый при поддержке авиакомпании Malév. От организаторов регаты Фа получил специальный приз Spirit of the B.O.C Challenge за проявленные мореходные качества, поскольку он сумел остаться в гонке, несмотря на серьёзные технические проблемы с яхтой.
В 1992—1993 годах состоялся дебют венгра в кругосветной регате Vendée Globe на яхте K&H Bank Matav: точкой старта и финиша был город Ле-Сабль-д’Олон на западе Франции. Дистанцию он прошёл за 128 дней, прибыв к финишу 30 марта 1993 года и заняв 5-е итоговое место: финалистов регаты встречало около 30 тысяч зрителей. Фа стал первым среди иностранцев-участников регаты Vendée Globe, который сумел дойти до финиша. Президент Венгрии Арпад Гёнц наградил его офицерским крестом Ордена Заслуг, а мэр города Секешфехервар Иштван Балсай присвоил яхтсмену звание почётного гражданина города. На момент этого дебюта Нандору Фа было 40 лет.

### Неудача в Vendée Globe 1996—1997
С осени 1993 по март 1996 года Фа разрабатывал и строил новую яхту класса IMOGA 60, которая получила название «Budapest» и должна была принять участие в новой гонке Vendée Globe в 1996—1997 годах. Непосредственно строительством занималась его предприятие Fa Hajó Ltd. в доках компании Alcoa, которая финансировала венгра. Перед стартом регаты Фа фигурировал в числе фаворитов этой гонки, однако за сутки до начала французский башенный кран, поддерживавший яхту во время процедуры её окраски от обрастания ракушек, уронил яхту: в результате падения были повреждены некоторые системы яхты.
Уже после старта яхта столкнулась в Бискайском заливе с панамским танкером, в связи с чем Фа вынужден был срочно вернуться в порт для экстренного ремонта. Через неделю «Budapest» вышел наконец-то из порта, однако из строя вышли генераторы, которые невозможно было починить в открытом море. В связи с тем, что навигационные системы также не работали должным образом, Фа снова вернулся в порт: поскольку его конкуренты оторвались уже на достаточно большое расстояние, ему пришлось сняться с регаты. Помимо Нандора, с гонки снялись в том году два других участника, а ещё один — канадец Джерри Руфс — погиб в ходе регаты.

### Перерыв в международном спорте
В 1997 году Нандор Фа занял 4-е место в трансатлантической регате Transat Jacques Vabre, проходившей по маршруту Гавр — Картахена: его напарником был испанец Альберт Баргес (исп. Albert Bargues). В том же году он взял паузу в парусном спорте: его приглашали переехать во Францию, чтобы заниматься дизайном и строительством яхт, но он отказался от переезда, оставшись в Венгрии работать со своей компанией Fa Hajó Ltd. В то же время выпускаемые им яхты по французской лицензии доставлялись в порты, откуда на них выходили участники регат.
Параллельно Нандор Фа сотрудничал с клубом парусного спорта Чопак—Керкед и занимался организацией летних регат на озере Балатон. В 2001 году им был основан Гран-При для класса 8-метровых лодок, проходящий ежегодно в последнюю неделю сентября. В 2006 году он начал готовиться к возвращению в большой спорт, разрабатывая новую высокотехнологичную яхту класса 8m Pro вместе с дизайнером Аттилой Дери, которая собиралась в мастерской PAUGER. Фа принял участие в регате Кестей—Кенеше и одиночной гонке по озеру Балатон вдоль побережья. К 2012 году в гонках Балатона стали участвовать лодки, выпущенные исключительно в Венгрии.

### Краткое возвращение в спорт: Vendée Globe 2016/2017

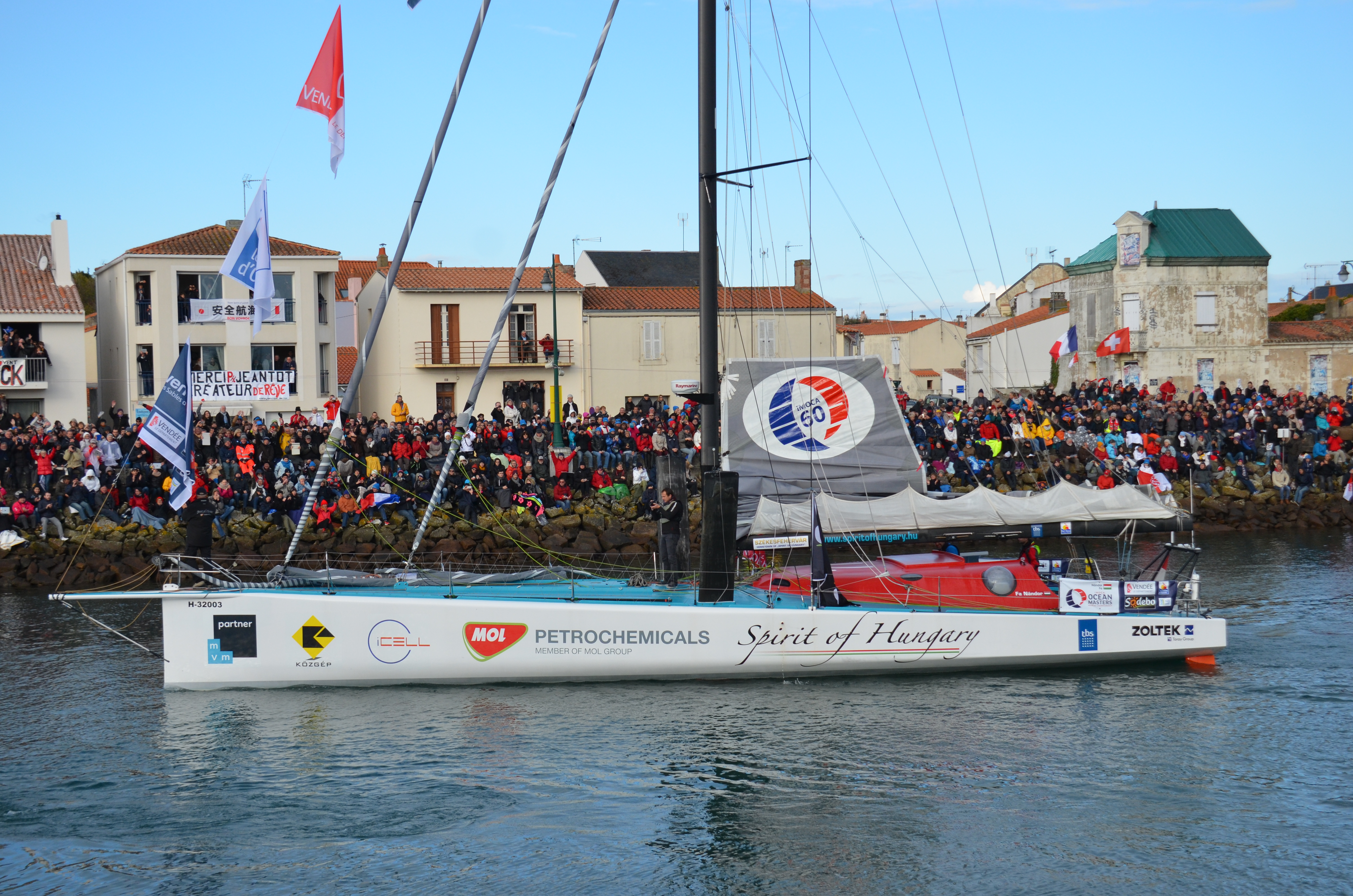
Яхта Spirit of Hungary, на которой Нандор Фа выступал в Vendée Globe в сезоне Vendée Globe 2016/2017

Намереваясь вернуться в международный спорт, Фа занялся разработкой новой яхты класса IMOCA 60, в чём ему помогал Аттила Дери. Строительством должна была заняться фирма PAUGER-Carbon под руководством инженера Денеша Пауловица ({{lang-hu|Paulovits Dénes), а яхта получила название «Spirit of Hungary». Сам яхтсмен намеревался снова поучаствовать в Vendée Globe. Возвращение началось в апреле 2014 года, когда яхту класса IMOCA 60 доставили в Триест. На яхте «Spirit of Hungary» Фа принял участие в международной гонке Barcelona World Race 2014/2015: несмотря на многочисленные технические проблемы, вместе с Конрадом Колманом он прошёл регату за 110 дней, придя к финишу 7-м. В том же 2015 году он снова принял участие в гонке Transat Jacques Vabre, но снялся с регаты после того, как у побережья Мадейры яхта лишилась мачты.
Фа принял участие в гонке Vendée Globe 2016/2017 на той же «Spirit of Hungary» и пришёл к финишу 8 февраля 2017 года в 10:54:09 UTC с результатом 93 дня, 22 часа, 52 минуты и 9 секунд. Он прошёл 27850 морских миль со средней скоростью 12,35 узлов. От победителя — француза из Бретани Армеля Ле Клеаха — он отстал на 6 дней, один час, 6 минут и 20 секунд. 10 февраля в интервью порталу Origo.hu он объявил о завершении своей карьеры в парусом спорте:

Я думаю, что это всё, я завершил карьеру, пусть приходят молодые! Я не занимаюсь парусным спортом в качестве хобби. Если моя семья попросит меня, я отвезу их из пункта А в пункт Б, но не буду ходить под парусом ради развлечения.
Оригинальный текст (венг.)Azt hiszem, ennyi volt nekem, lezártam a pályámat, jöjjenek a fiatalok! Hobbiból nem megyek ki vitorlázni. Ha a családom megkér, akkor elviszem őket A-ból B-be, de én szórakozásból nem vitorlázom.

Фа заявил, что, скорее всего, продаст свою яхту кому-нибудь другому и постарается передать свои знания и опыт венгерским спортсменам, которые будут участвовать в дальнейших регатах, отметив, что к нему за помощью стали обращаться и французские участники. Всего Фа участвовал в пяти кругосветных регатах, в том числе трёх одиночных регатах, успешно завершённых. Пять раз достигал мыса Горн, десять раз пересекал экватор, семь раз пересекал Атлантику.

## Личная жизнь
Супруга — Ирен, дочери Лилли и Анна.

## Избранные выступления
| Место               | Год                 | Турнир                         | Класс               | Название судна      | Время прохождения                                               |                     |
| Кругосветные регаты | Кругосветные регаты | Кругосветные регаты            | Кругосветные регаты | Кругосветные регаты | Кругосветные регаты                                             | Кругосветные регаты |
| ------------------- | ------------------- | ------------------------------ | ------------------- | ------------------- | --------------------------------------------------------------- | ------------------- |
| 8-е                 | 2017                | Vendée Globe 2016/2017         | IMOCA 60            | Spirit of Hungary   | 93 дня, 22 часа, 53 минуты                                      |                     |
| 7-е                 | 2015                | Barcelona World Race 2014/2015 | IMOCA 60            | Spirit of Hungary   | 110 дней, 10 часов, 59 минут (выступал с Конрадом Колманом      |                     |
| DNF                 | 1997                | Vendée Globe 1996/1997         | IMOCA 60            | Budapest            | Сошёл с регаты в результате столкновения                        |                     |
| 5-е                 | 1993                | Vendée Globe 1992/1993         | IMOCA 60            | K&H Bank Matav      | 128 дней, 16 часов, 5 минут                                     |                     |
| 10-е                | 1991                | BOC Challenge 1990/1991        | 60 футов            | Alba Regia          | 165 дней, лауреат специального приза Spirit of B.O.C. Challenge |                     |

## Награды
- Офицер ордена Заслуг (1993)[6]
- Кавалер Большого креста ордена Заслуг (2017)[7]
- Почётный гражданин города Секешфехервар[1]
- Почётный гражданин вармедье Фейер[1]

## Галерея

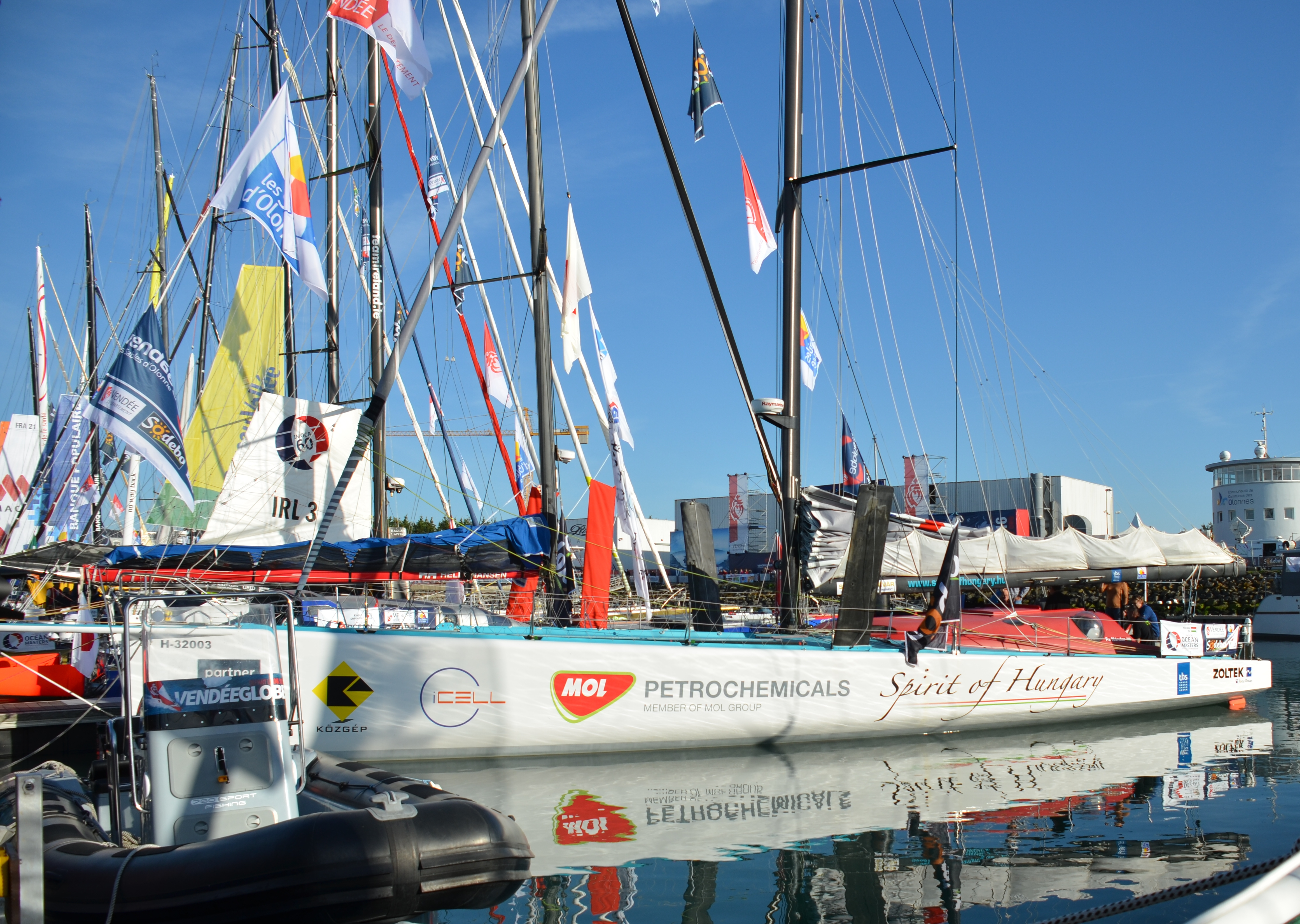
Яхта Spirit of Hungary[англ.] класса IMOCA 60[англ.] (2016)
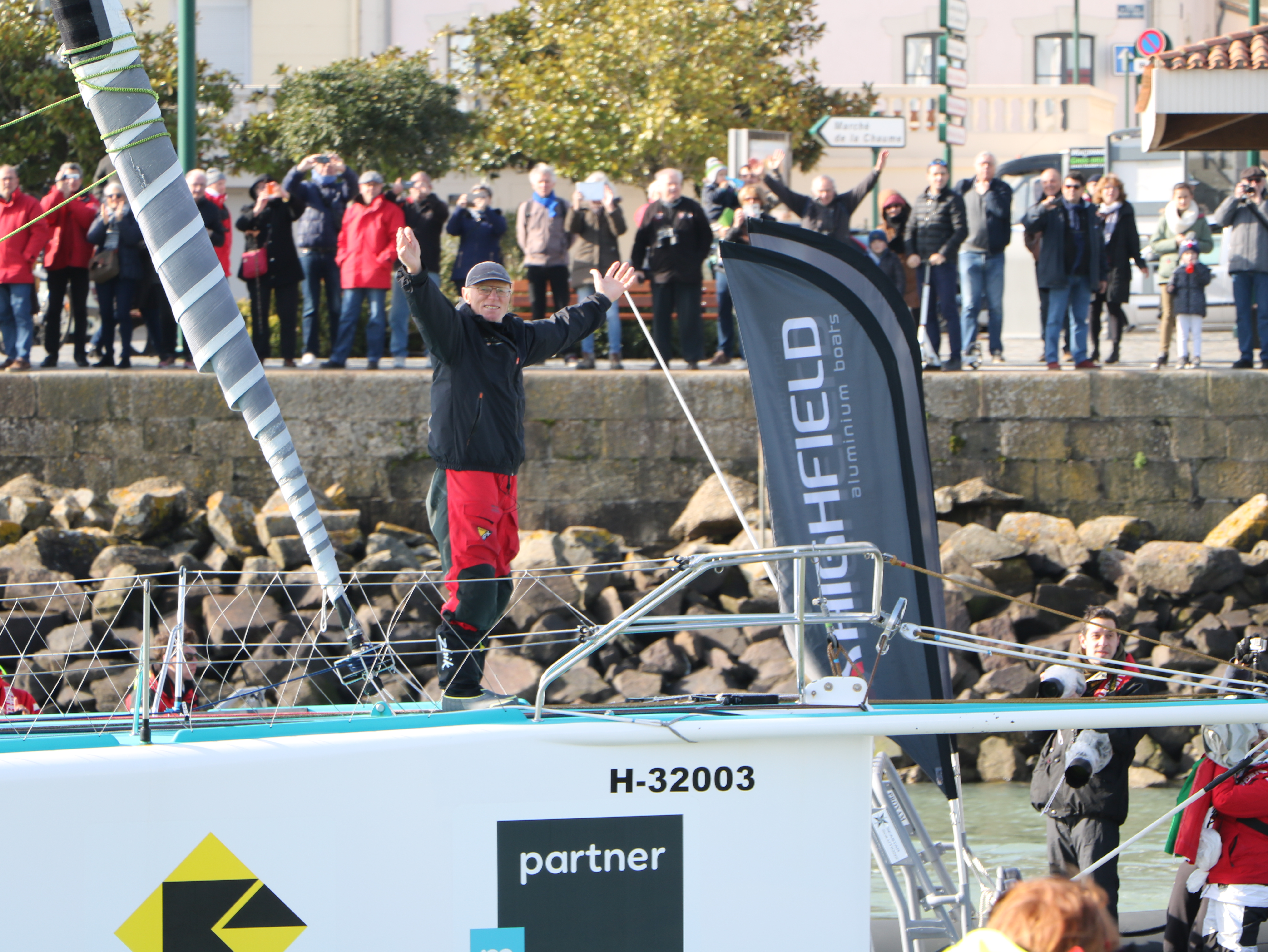
Прибытие Нандора в Ле-Сабль-д’Олон во время регаты Vendée Globe 2016/2017[англ.]
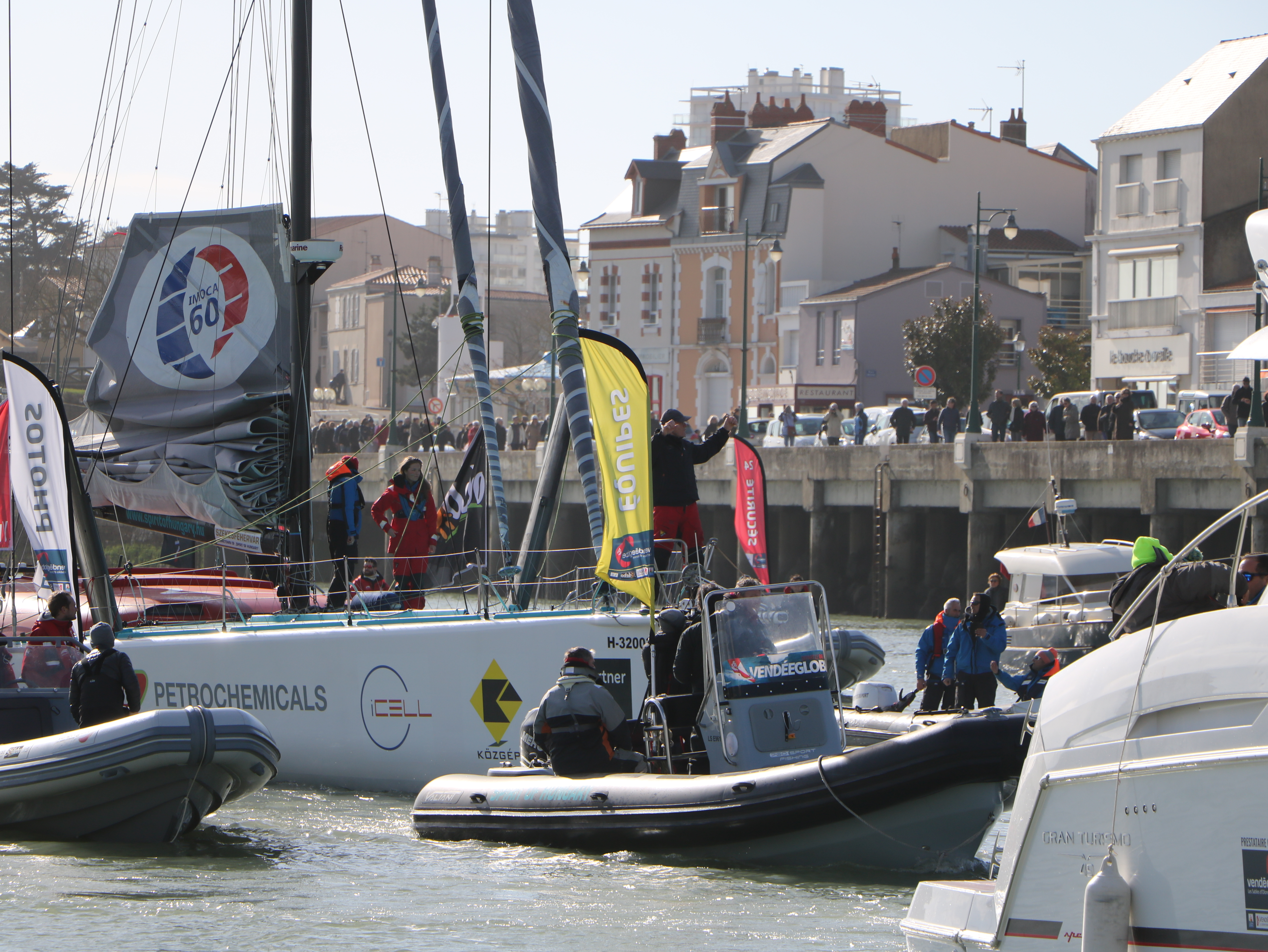
Прибытие Нандора в Ле-Сабль-д’Олон во время регаты Vendée Globe 2016/2017[англ.]